# Липовское (сельское поселение, Удмуртия)
Липовское — упразднённое муниципальное образование со статусом сельского поселения в Кизнерском районе Удмуртии Российской Федерации.
Административный центр — село Кизнер.
25 июня 2021 года упразднено в связи с преобразованием муниципального района в муниципальный округ.

## История
Статус и границы сельского поселения установлены Законом Удмуртской Республики от 15 ноября 2004 года № 62-РЗ «Об установлении границ муниципальных образований и наделении соответствующим статусом муниципальных образований на территории Кизнерского района Удмуртской Республики».

## Население
| 2010  | 2012  | 2013  | 2014  | 2015  | 2016  | 2017  |
| ----- | ----- | ----- | ----- | ----- | ----- | ----- |
| 1876  | ↘1795 | ↘1750 | ↘1725 | ↘1702 | ↘1690 | ↘1681 |
| 2018  | 2019  | 2020  |       |       |       |       |
| ↘1642 | ↘1585 | ↘1528 |       |       |       |       |

## Состав сельского поселения
| № | Населённый пункт | Тип населённого пункта       | Население |
| - | ---------------- | ---------------------------- | --------- |
| 1 | Кизнер           | село, административный центр | ↘1438     |
| 2 | Новый Трык       | деревня                      | ↘112      |
| 3 | Синяр-Бодья      | деревня                      | ↘152      |

В ноябре 2016 года были упразднены деревни Липовка и Синярка Липовского сельсовета.